# Fizibius proprius
Fizibius proprius – gatunek kosarza z podrzędu Laniatores i rodziny Assamiidae. Jedyny znany przedstawiciel monotypowego rodzaju Fizibius.

## Występowanie
Gatunek występuje w Zairze.